# Croisilles (Calvados)
Croisilles is een gemeente in het Franse departement Calvados (regio Normandië) en telt 404 inwoners (1999). De plaats maakt deel uit van het arrondissement Caen.

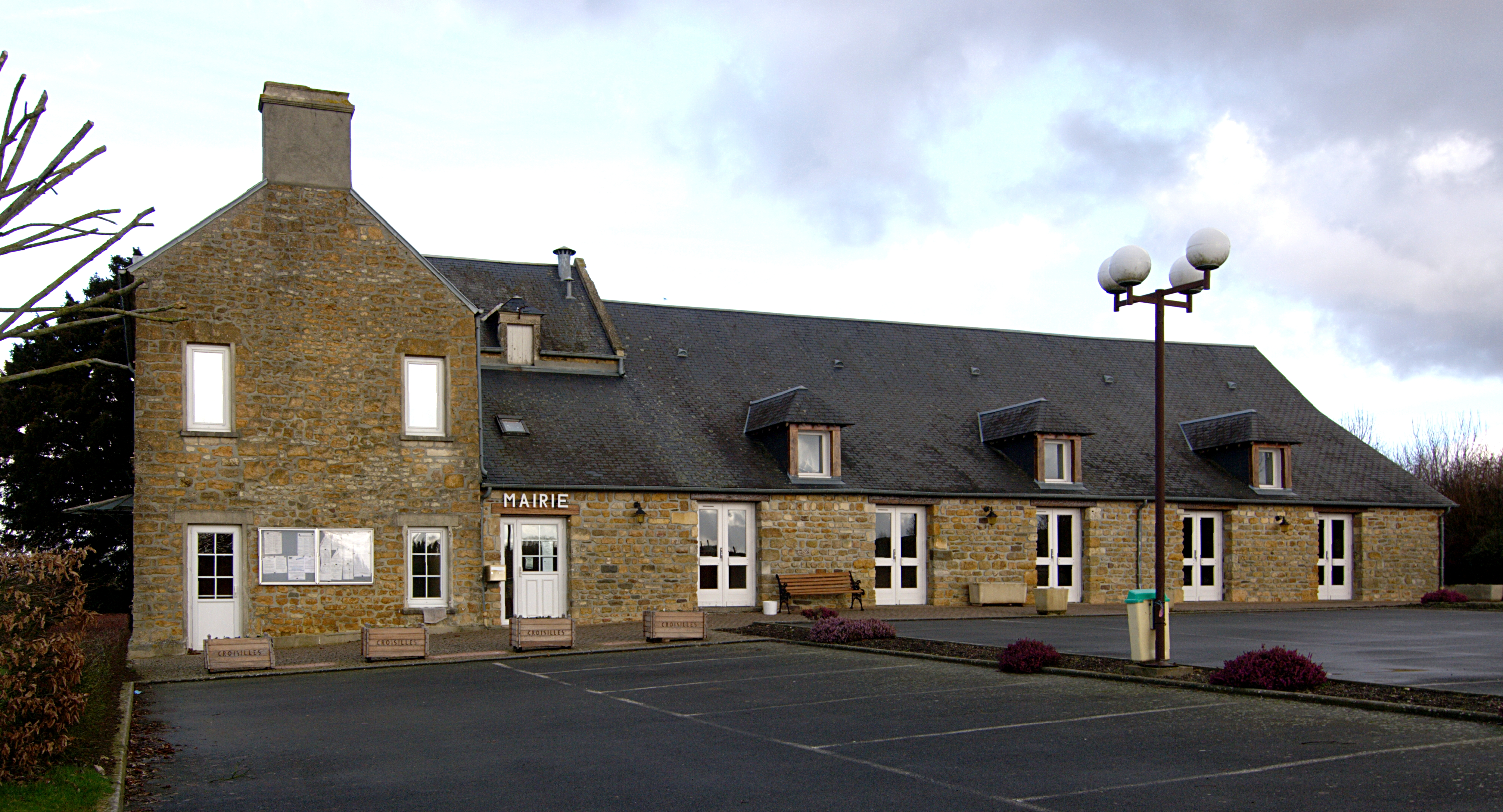
Gemeentehuis
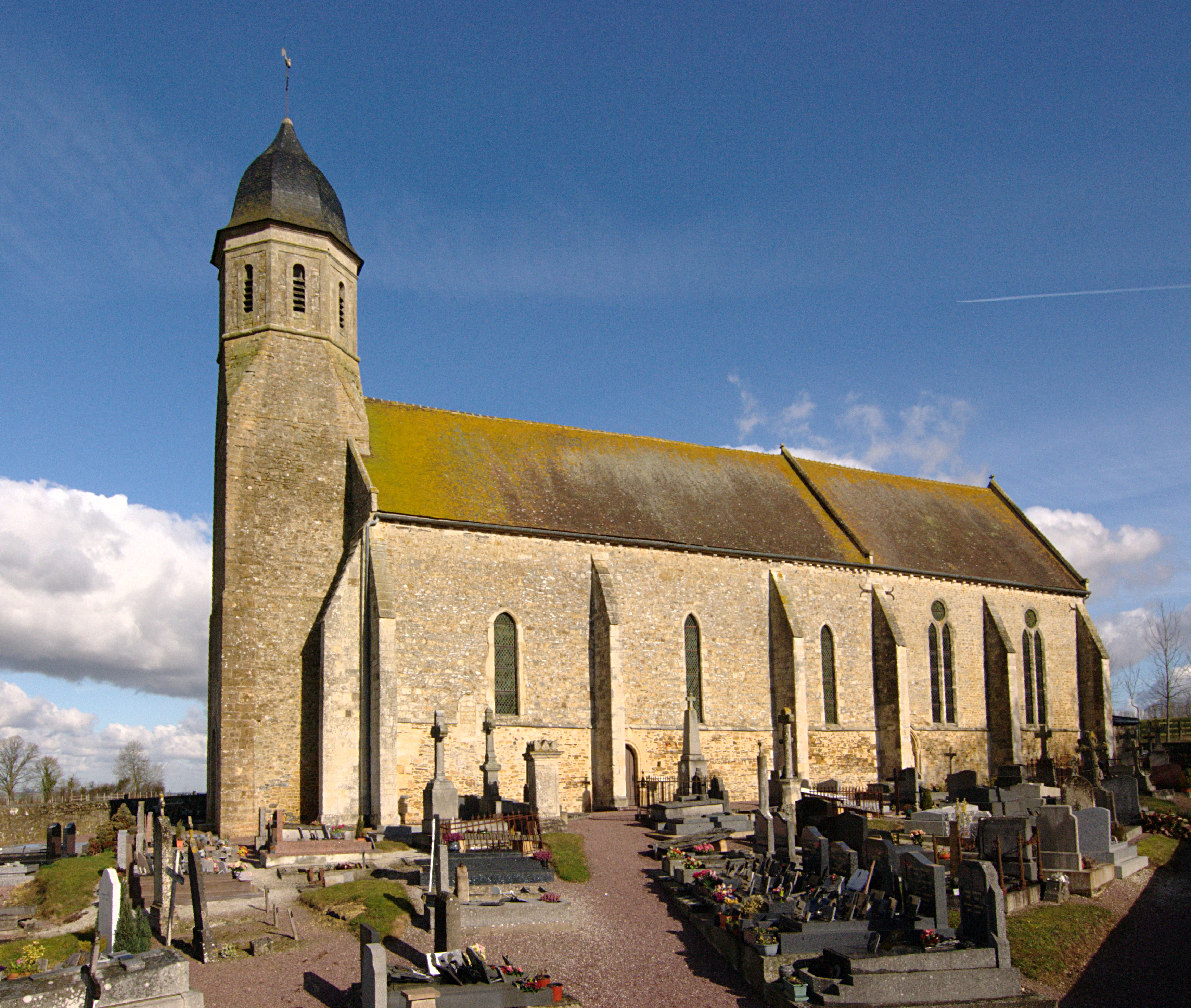
Kerk van Croisilles

## Geografie
De oppervlakte van Croisilles bedraagt 10,3 km², de bevolkingsdichtheid is 39,2 inwoners per km².
De onderstaande kaart toont de ligging van Croisilles (Calvados) met de belangrijkste infrastructuur en aangrenzende gemeenten.

## Demografie
Onderstaande figuur toont het verloop van het inwonertal (bron: INSEE-tellingen).
Vanwege een beveiligingsprobleem met de MediaWiki Graph-software is het momenteel niet mogelijk deze grafiek weer te geven. Zodra de software is bijgewerkt zal de grafiek vanzelf weer zichtbaar worden.
1. ↑  Populations de référence 2022.